# Panofsky-Preis
Der W. K. H. Panofsky Prize ist ein jährlich seit 1988 von der American Physical Society vergebener Preis in experimenteller Teilchenphysik. Er ist mit 10.000 Dollar dotiert und nach Wolfgang Panofsky benannt.

## Preisträger
- 1988: Charles Y. Prescott
- 1989: Henry W. Kendall, Richard E. Taylor, Jerome I. Friedman
- 1990: Michael Witherell
- 1991: Gerson Goldhaber, Francois Pierre
- 1992: Raymond Davis, Frederick Reines
- 1993: Robert Brian Palmer, Nicholas P. Samios, Ralph P. Shutt (Entdeckung des Omega Baryons)
- 1994: Thomas J. Devlin, Lee G. Pondrom, für Experimente zu Polarisation und magnetischem Moment von Hyperonen am Fermilab 1974–1985
- 1995: Frank J. Sciulli, für Hochenergie-Neutrinoexperimente am Fermilab
- 1996: Gail G. Hanson, Roy Schwitters
- 1997: Henning Schröder, Juri Michailowitsch Saitsew (Yuri Mikhailovich Zaitsev)
- 1998: David Nygren für die Entwicklung der Time Projection Chamber (TPC)
- 1999: Edward H. Thorndike für die Untersuchung der Bottom-Quark Physik in der Cleo Kollaboration
- 2000: Martin Breidenbach, insbesondere für Arbeiten am SLD Detektor des SLAC
- 2001: Paul Grannis, für das D0-Experiment am Tevatron des Fermilab
- 2002: Masatoshi Koshiba, Takaaki Kajita, Yōji Totsuka, Nachweis Neutrinooszillationen bei atmosphärischen Neutrinos
- 2003: William J. Willis
- 2004: Arie Bodek
- 2005: Piermaria Oddone, für Vorschläge einer asymmetrischen B-Mesonen Fabrik für Präzisionsmessungen der CP-Verletzung im B-Mesonensystem
- 2006: John Jaros, Nigel Lockyer, William T. Ford, für Entdeckung der anomal langen Lebensdauer des B-Quark am SLAC
- 2007: Bruce Winstein, Italo Mannelli, Heinrich Wahl, für  Präzisionsmessungen im K-Meson System und speziell der Entdeckung der direkten CP-Verletzung
- 2008: George Cassiday, Pierre Sokolsky, für die Entwicklung der atmosphärischen Fluoreszenz-Methode zur Untersuchung hochenergetischer kosmischer Strahlung
- 2009: Aldo Menzione (INFN), Luciano Ristori (INFN), für Präzisions-Festkörperdetektoren für Hadronen-Collider (CDF Kollaboration am Fermilab).
- 2010: Eugene W. Beier (University of Pennsylvania), für das Studium von Solaren Neutrinos und den zweifelsfreien Nachweis von Neutrinooszillationen
- 2011: A. J. Stewart Smith, Douglas Bryman, Laurence Littenberg, für die Messung von Eigenschaften des Kaonzerfalls, insbesondere für die Entdeckung und Messung des Zerfalls {\displaystyle K^{+}\rightarrow \pi ^{+}\nu \nu }
- 2012: William B. Atwood, für führende Arbeiten am Fermi Gamma-ray Space Telescope
- 2013: Blas Cabrera und Bernard Sadoulet, für ihre Vorreiterrolle bei der Entwicklung und der Verwendung von Techniken zur Detektion von Phononen, mit denen die direkte Suche nach schwach wechselwirkenden massiven Teilchen (WIMPs) ermöglicht wurde (CDMS Experiment)
- 2014: Kam-Biu Luk, Yifang Wang für ihre führende Rolle im Daya Bay Experiment, das die erste zuverlässige Messung des Theta-13-Winkels in der Neutrino-Mischungsmatrix lieferte
- 2015: Stanley G. Wojcicki, insbesondere für seine wichtige Rolle beim Erfolg des MINOS-Oszillations-Experiments
- 2016: Jonathan Dorfan, David Hitlin, Fumihiko Takasaki, Stephen L. Olsen für ihre führende Rolle in den BaBar-Experiment und Belle-Experiment, die die CP-Verletzung im B-Meson-Zerfall nachwiesen und das Verständnis von Quark-Mischung und Quantenchromodynamik förderten
- 2017: Michel Della Negra, Peter Jenni und Tejinder Virdee für ihre herausragende Führungsrolle in der Konzeption, dem Entwurf und der Konstruktion der ATLAS- und CMS-Detektoren, die entscheidend waren bei der Entdeckung des Higgs-Bosons.
- 2018: Lawrence R. Sulak für neuartige Beiträge zu Detektor-Technologien, einschließlich Pionierentwicklungen für massive Wassertank-Cherenkov-Detektoren, die zur wesentlichen Fortschritten bei Physik von Protonzerfall und Neutrinooszillationen führten.
- 2019: Sheldon Leslie Stone für umwälzende Beiträge zur Flavor-Physik und Hadronen-Spektroskopie, speziell durch seine intellektuelle Führungsrolle bei der Detektor-Konstruktion und Analyse bei den CLEO und Large Hadron Collider Experimenten zu Beauty und seine sehr einflussreiche über lange Zeit erfolgte Fürsprache von Flavor-Physik bei Hadron-Collidern.
- 2020: Wesley Smith für die Entwicklung ausgefeilter Triggersysteme für Teilchenphysik-Experimente, die die Messung der detaillierten Parton-Struktur des Protons mit dem ZEUS-Experiment am Hadron-Elektron Ringbeschleuniger ermöglichten und zur Entdeckung des Higgs-Bosons und der Vervollständigung des Standardmodells am CMS des LHC führten.
- 2021: Edward Kearns, Henry W. Sobel für Pionierbeiträge und eine Führungsrolle bei großen unterirdischen Experimente zur Entdeckung von Neutrinooszillationen und sensitive Suche nach Verletzung der Baryonenzahlerhaltung.
- 2022: Byron G. Lundberg, Kimio Niwa, Regina Abby Rameika, Vittorio Paolone für die erste direkte Beobachtung des Tau-Neutrinos über seine Wechselwirkung durch geladene Ströme in einem Emulsions-Detektor.
- 2023: B. Lee Roberts, William M. Morse für seine Führungsrolle und technische Ingeniösität bei der Erreichung der Messung des anomalen magnetischen Moments des Myons mit einer Präzision, die geeignet ist das auf der Ebene von Schleifendiagrammen einwirkende Standardmodell und mögliche Manifestationen neuer Physik zu testen. Das inspirierte eine anregende Synergie zwischen experimenteller und theoretischer Teilchenphysik um eine dem Experiment vergleichbare präzise Vorhersage des Standardmodells zu machen und die Folgen einer möglichen Diskrepanz zu interpretieren.
- 2024: David B. Tanner, Leslie J. Rosenberg for leading the synthesis of precision microwave cavity techniques, superconducting quantum sensing, and cryogenic technology into the modern axion haloscope, and for the subsequent demonstration of experimental sensitivity to high-priority models of axions as dark matter.
- 2025: Eckhard E. Elsen, Robert Klanner for pioneering work in establishing the HERA physics program and detectors, leadership in HERA physics exploitation resulting in the measurement of the proton's structure in new kinematic regions of vital importance in confronting new aspects of quantum chromodynamics, and enabling discoveries at the Large Hadron Collider.